# Trattato anglo-irlandese
Il trattato anglo-irlandese (in inglese Anglo-Irish Treaty; in irlandese An Conradh Angla-Éireannach) - comunemente noto in Irlanda come The Treaty ed ufficialmente denominato Articles of Agreement for a Treaty Between Great Britain and Ireland - fu un trattato tra il governo del Regno Unito ed i rappresentanti della Repubblica irlandese, che concluse la guerra d'indipendenza irlandese. Esso stabiliva la creazione di un dominion autonomo, conosciuto con il nome di Stato Libero d'Irlanda, all'interno della "comunità di nazioni conosciuta come Impero britannico", e dell'Irlanda del Nord, che venne creata dal Government of Ireland Act.
L'accordo venne firmato a Londra il 6 dicembre 1921, da rappresentanti del governo britannico (che includevano il primo ministro David Lloyd George, che era a capo dei delegati britannici) e da rappresentanti della Repubblica irlandese tra cui Michael Collins e Arthur Griffith. I rappresentanti irlandesi avevano lo status di plenipotenziario (negoziatori autorizzati a firmare un trattato senza fare riferimento ai loro superiori) che agivano per conto della Repubblica irlandese, sebbene il governo britannico si rifiutasse di riconoscere tale status. Come richiesto dai suoi termini, l'accordo venne approvato da "una riunione" dei membri eletti nella Camera dei Comuni dell'Irlanda del Sud e separatamente dal Parlamento britannico. In realtà, il Dáil Éireann (l'assemblea legislativa per la de facto Repubblica irlandese) discusse prima ed approvò poi il trattato; i membri proseguirono poi con la "riunione". Sebbene il trattato fosse stato approvato in modo restrittivo, la divisione portò alla guerra civile irlandese, che venne vinta dalla parte favorevole al trattato.
Lo Stato Libero d'Irlanda come previsto dal trattato nacque quando la sua costituzione divenne legge il 6 dicembre 1922 con una proclamazione reale.

## Contenuto

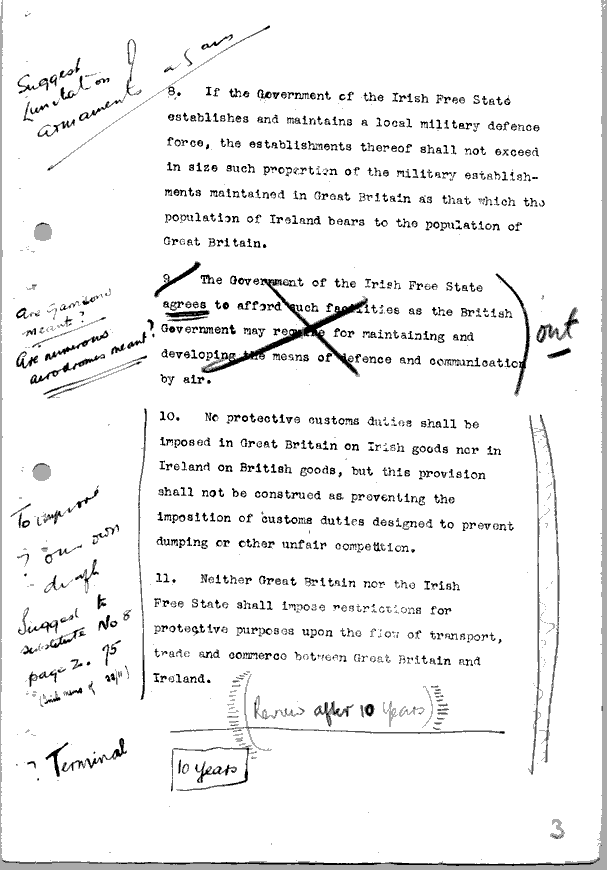
Pagina da una bozza del trattato, come annotata da Arthur Griffith

Tra le principali clausole del trattato c'erano:
- Le forze della corona si sarebbero ritirate dalla maggior parte dell'Irlanda.
- L'Irlanda doveva diventare un dominion autonomo dell'Impero britannico, uno status condiviso da Australia, Canada, Terranova, Nuova Zelanda e Unione del Sudafrica.
- Come per gli altri dominion, il re sarebbe stato il capo di stato dello Stato Libero d'Irlanda (Saorstát Éireann) e sarebbe stato rappresentato da un governatore generale (Vedi Rappresentante della Corona).
- I membri del parlamento del nuovo stato libero sarebbero stati tenuti a prestare un giuramento di fedeltà allo Stato Libero d'Irlanda. Una parte secondaria del giuramento era quella di "essere fedele a Sua Maestà il Re Giorgio V, ai Suoi eredi e successori di diritto, in virtù della comune cittadinanza".
- L'Irlanda del Nord (che era stata creata in precedenza dal Government of Ireland Act) avrebbe avuto la possibilità di ritirarsi dallo Stato Libero d'Irlanda entro un mese dall'entrata in vigore del Trattato.
- Se l'Irlanda del Nord avesse scelto di ritirarsi, sarebbe stata costituita una Commissione di confine per tracciare il confine tra lo Stato Libero d'Irlanda e l'Irlanda del Nord.
- La Gran Bretagna, per la propria sicurezza, avrebbe continuato a controllare un numero limitato di porti, noti come Porti del Trattato, per la Royal Navy.
- Lo Stato Libero d'Irlanda si sarebbe assunta la responsabilità di una parte proporzionale del debito del Regno Unito, così com'era alla data della firma.
- Il trattato avrebbe uno status superiore nella legge irlandese, vale a dire, in caso di conflitto tra esso e la nuova Costituzione del 1922 dello Stato Libero d'Irlanda, il trattato avrebbe avuto la precedenza.

## Negoziatori
I negoziatori inclusero:
| Immagine | Nome                                                                        | Dicastero                                              |
| -------- | --------------------------------------------------------------------------- | ------------------------------------------------------ |
|          | David Lloyd George (presidente della delegazione) MP di Caernarvon Boroughs | Primo ministro                                         |
|          | Lord Birkenhead                                                             | Lord cancelliere                                       |
|          | Austen Chamberlain MP di Birmingham Ovest                                   | Lord del sigillo privatoLeader della Camera dei Comuni |
|          | Winston Churchill MP di Dundee                                              | Segreteria di Stato per le Colonie                     |
|          | Sir Laming Worthington-Evans, Bt MP di Colchester                           | Segretario di Stato per la Guerra                      |
|          | Sir Gordon Hewart MP di Leicester Est                                       | Procuratore generale                                   |
|          | Sir Hamar Greenwood MP di Sunderland                                        | Capo segretario per l'Irlanda                          |

| Immagine                | Nome | Dicastero                                    |
| ----------------------- | --- | -------------------------------------------- |
|                         | Arthur Griffith (presidente della delegazione) TD di Cavan e Fermanagh and Tyrone (MP di Cavan Est e Tyrone Nord Ovest) | Segretario di Stato per gli affari esteri    |
| Michael Collins himself | Michael Collins TD di Armagh e Cork Centro, Nord, Sud, Sud Est ed Ovest (MP for South Cork)                             | Segretario di Stato per le finanze           |
|                         | Robert Barton TD di Kildare–Wicklow (MP di Wicklow Ovest)                                                               | Segretario di Stato per gli affari economici |
|                         | Eamonn Duggan TD di Louth–Meath (MP di Meath Sud)                                                                       |                                              |
|                         | George Gavan Duffy TD della Contea di Dublino (MP di Dublino Sud)                                                       |                                              |

Assistenti segretari erano:
- per la Gran Bretagna:
  - Thomas Jones
  - Lionel George Curtis
- Per la Repubblica irlandese:
  - Erskine Childers
  - Fionán Lynch
  - Diarmuid O'Hegarty
  - John Smith Chartres

Robert Barton fu l'ultimo firmatario sopravvissuto. Morì il 10 agosto 1975 all'età di 94 anni.
In particolare, non partecipò il presidente della Repubblica irlandese Éamon de Valera.
Winston Churchill ricoprì due diversi ruoli nel governo britannico durante il processo d'indipendenza irlandese: fino al febbraio 1921 era stato Segretario di Stato per la Guerra (ministro dell'esercito) sperando di porre fine alla guerra d'indipendenza irlandese; da quel momento in poi, come Segretario di Stato per le Colonie (che includeva gli affari dei dominion), venne incaricato di attuare il trattato e di condurre i rapporti con il nuovo stato.
Erskine Childers, l'autore di The Riddle of the Sands ed ex cancelliere della Camera dei Comuni britannica, fu uno dei segretari della delegazione irlandese. Thomas Jones fu uno dei principali assistenti di Lloyd George e descrisse i negoziati nel suo libro Whitehall Diary.

## Lo status dei plenipotenziari irlandesi

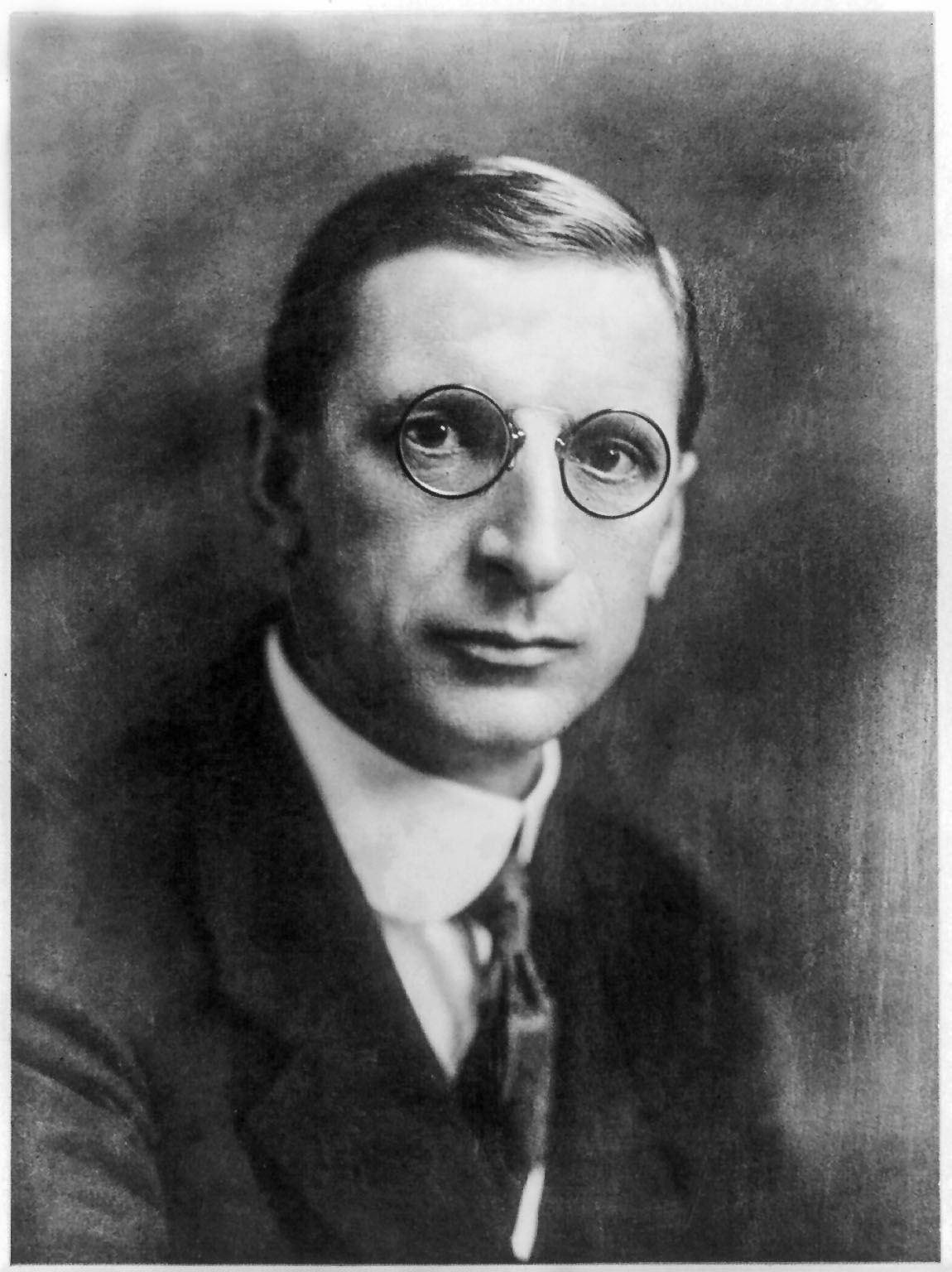
Éamon de Valera, che, in qualità di presidente della Repubblica irlandese, si oppose al Trattato

Éamon de Valera inviò i plenipotenziari irlandesi ai negoziati del 1921 a Londra con diverse bozze di trattati e istruzioni segrete dal suo governo. A proposito, la parte britannica non chiese mai di vedere il loro accreditamento formale con lo status totale di plenipotenziari, ma ritenne di averli invitati come parlamentari eletti "per accertare come l'associazione dell'Irlanda con la comunità di nazioni nota come Impero britannico possa essere meglio riconciliata con le aspirazioni nazionali irlandesi". Questo invito nell'agosto 1921 era stato ritardato di oltre un mese da una corrispondenza in cui de Valera sosteneva che la Gran Bretagna stava ora negoziando con uno stato sovrano, una posizione che Lloyd George negava continuamente.
Nel frattempo de Valera era stato elevato a presidente della Repubblica il 26 agosto, soprattutto per poter accreditare i plenipotenziari per le trattative, come di consueto tra Stati sovrani. Il 14 settembre tutti i relatori del Dáil commentarono all'unanimità che i plenipotenziari erano stati inviati a rappresentare la sovrana Repubblica irlandese ed accettarono le nomine di de Valera senza dissenso, anche se alcuni sostennero che lo stesso de Valera avrebbe dovuto partecipare alla conferenza.
Il 18 settembre Lloyd George ricordò che:
Il 29 settembre Lloyd George ribadì a de Valera che il riconoscimento della repubblica irlandese era "un riconoscimento che nessun governo britannico può concedere", e ripeté il suo invito a colloqui su "accertare come l'associazione dell'Irlanda con la comunità di nazioni nota come Impero britannico possa essere meglio riconciliata con le aspirazioni nazionali irlandesi", che sarebbe iniziata a Londra l'11 ottobre, che venne tacitamente accettato dalla parte irlandese. Il 7 ottobre de Valera firmò una lettera di accreditamento come "Presidente" a nome del "Governo della Repubblica irlandese", ma la lettera non venne mai richiesta dalla parte britannica. Sia la parte irlandese che quella britannica sapevano che, in caso di fallimento, la tregua concordata nel luglio 1921 sarebbe finita e la guerra sarebbe inevitabilmente ripresa, una guerra che nessuna delle due parti voleva. Erano passati tre mesi senza che nulla fosse stato concordato.
Lo status ambiguo dei plenipotenziari avrebbe avuto conseguenze imprevedibili all'interno del movimento nazionalista quando si divise sui contenuti del trattato nel 1921-1922. I plenipotenziari di solito hanno pieni poteri per gestire i negoziati come ritengono opportuno, ma de Valera aveva dato loro istruzioni di riferire al suo governo su qualsiasi "questione principale" e con "il testo completo del progetto di trattato che sta per essere firmato", creando difficoltà. Successivamente, la parte contraria al trattato ritenne che i plenipotenziari dell'attuale repubblica sovrana fossero stati in qualche modo persuasi ad accettare molto meno. La parte filo-trattato dovette sostenere che dopo l'11 ottobre i negoziati erano stati condotti con l'intesa che, anche se gli inglesi non stavano negoziando con uno stato sovrano, l'accordo era un primo passo significativo verso la sovranità irlandese.

## Le negoziazioni
Giorni dopo la tregua che pose fine alla guerra anglo-irlandese, de Valera incontrò Lloyd George a Londra quattro volte alla settimana a partire dal 14 luglio. Lloyd George inviò le sue proposte iniziali il 20 luglio che erano approssimativamente in linea con il trattato che venne infine firmato. Ciò venne seguito da mesi di ritardo fino a ottobre, quando i delegati irlandesi stabilirono il quartier generale in 22 Hans Place, Knightsbridge.
Le prime due settimane dei negoziati trascorsero in sessioni formali. Su richiesta di Arthur Griffith e Michael Collins, le due delegazioni avviarono trattative informali, alle quali poterono partecipare solo due membri di ciascuna squadra negoziale. Da parte irlandese, questi membri erano sempre Collins e Griffith, mentre da parte britannica partecipava sempre Austen Chamberlain, anche se il secondo negoziatore britannico variava di giorno in giorno. Alla fine di novembre, la delegazione irlandese tornò a Dublino per consultare il governo secondo le sue istruzioni, e di nuovo il 3 dicembre. Molti punti dovevano ancora essere risolti, principalmente intorno alla forma di un giuramento al monarca, ma era chiaro a tutti i politici coinvolti in questa fase che una Repubblica irlandese unitaria di 32 contee non era in offerta.

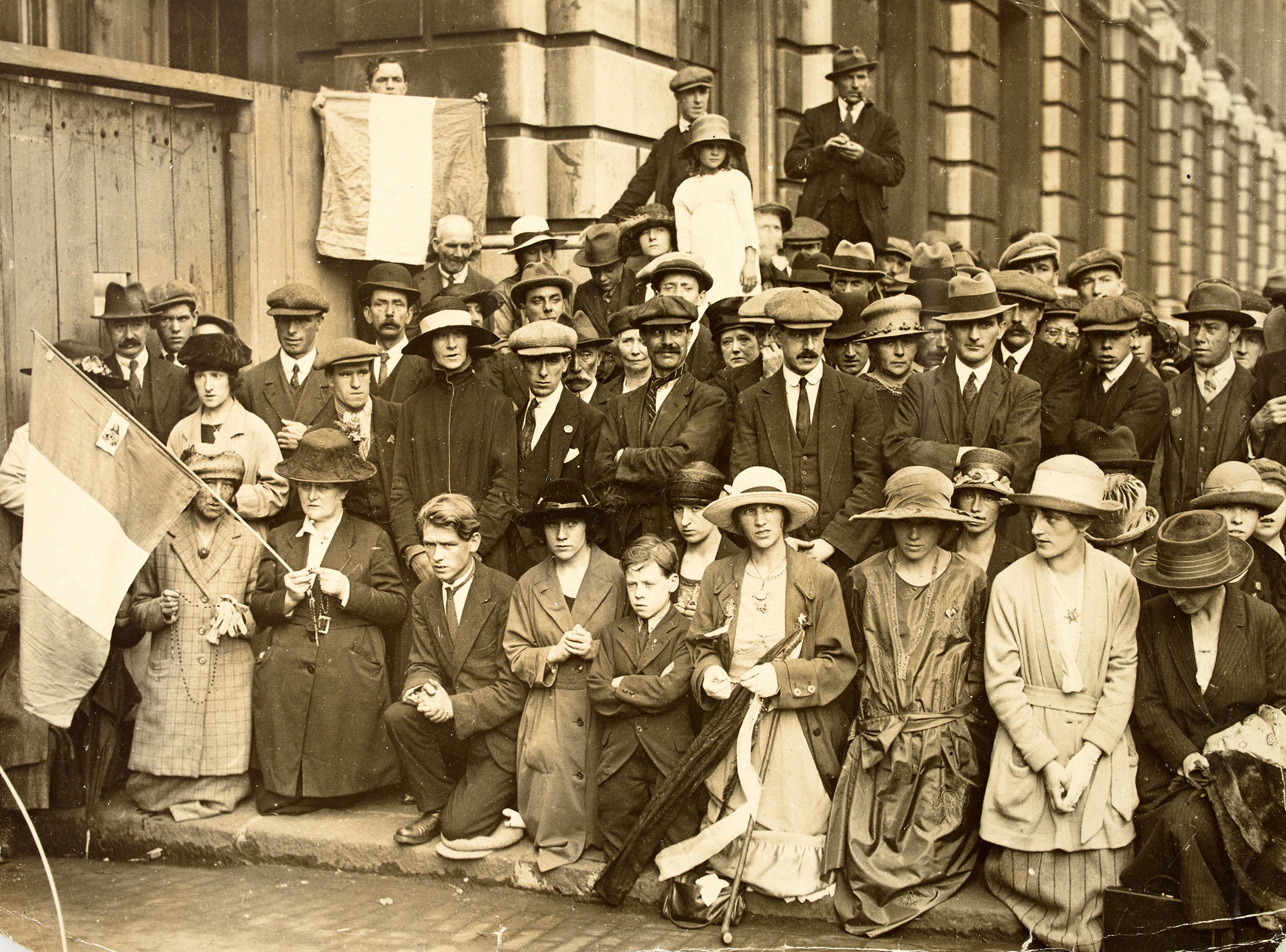
Folle tengono una veglia di preghiera fuori Whitehall nel 1921, mentre all'interno erano in corso negoziati

Quando tornarono, Collins e Griffith elaborarono gli ultimi dettagli del trattato, che includevano le concessioni britanniche sulla formulazione del giuramento e le clausole di difesa e commercio, insieme all'aggiunta di una commissione di confine al trattato e una clausola a sostegno dell'unità irlandese. Collins e Griffith a loro volta convinsero gli altri plenipotenziari a firmare il trattato. Le decisioni finali di firmare il trattato vennero prese in discussioni private al 22 Hans Place alle 11:15 del 5 dicembre 1921. Il trattato venne firmato subito dopo le 2 del mattino del 6 dicembre, nella Cabinet Room al 10 Downing S.
Michael Collins in seguito affermò che all'ultimo minuto Lloyd George minacciò i delegati irlandesi di rinnovare la "guerra terribile e immediata" se il Trattato non fosse stato firmato subito. In un memorandum irlandese sulla chiusura dei negoziati, ciò non venne specificamente definito "una minaccia". Barton osservò che:
Éamon de Valera convocò una riunione di governo per discutere il trattato l'8 dicembre, dove si espresse contro il trattato così firmato. Il governo decise con quattro voti contro tre di consigliare il trattato al Dáil il 14 dicembre.
I contenuti del trattato dividevano la leadership della Repubblica irlandese, con il presidente della Repubblica, Éamon de Valera, a capo della minoranza anti-trattato. I dibattiti sul trattato furono difficili ma comportarono anche un più ampio e robusto inventario della posizione da parte delle parti contendenti. Le loro opinioni divergenti sul passato e le loro speranze per il futuro vennero rese pubbliche. L'attenzione doveva essere sulle opzioni costituzionali, ma si faceva poca menzione dell'economia, né di come la vita sarebbe ora migliorata per la maggioranza della popolazione. Sebbene il Sinn Féin avesse anche fatto una campagna per preservare la lingua irlandese, ne venne fatto pochissimo uso nei dibattiti. Alcune delle donne TD erano particolarmente favorevoli a continuare la guerra fino a quando non fosse stato istituito uno stato di 32 contee. Si parlò molto dei "700 anni" di occupazione britannica. Si sviluppò l'amarezza personale; Arthur Griffith disse di Erskine Childers: "Non risponderò a nessun dannato inglese in questa'Assemblea", e Cathal Brugha ricordò a tutti che la posizione di Michael Collins nell'IRA era tecnicamente inferiore alla sua.
La controversia principale era incentrata sullo status di dominion (come rappresentato dal giuramento di fedeltà) piuttosto che come repubblica indipendente, ma la partizione era una questione significativa per il dissenso. Uomini dell'Ulster come Seán MacEntee si espressero con forza contro la clausola di partizione. Il Dáil votò per approvare il trattato ma gli oppositori si rifiutarono di accettarlo, portando infine alla guerra civile irlandese. MacEntee era tra i loro leader.

## Approvazione e ratifica

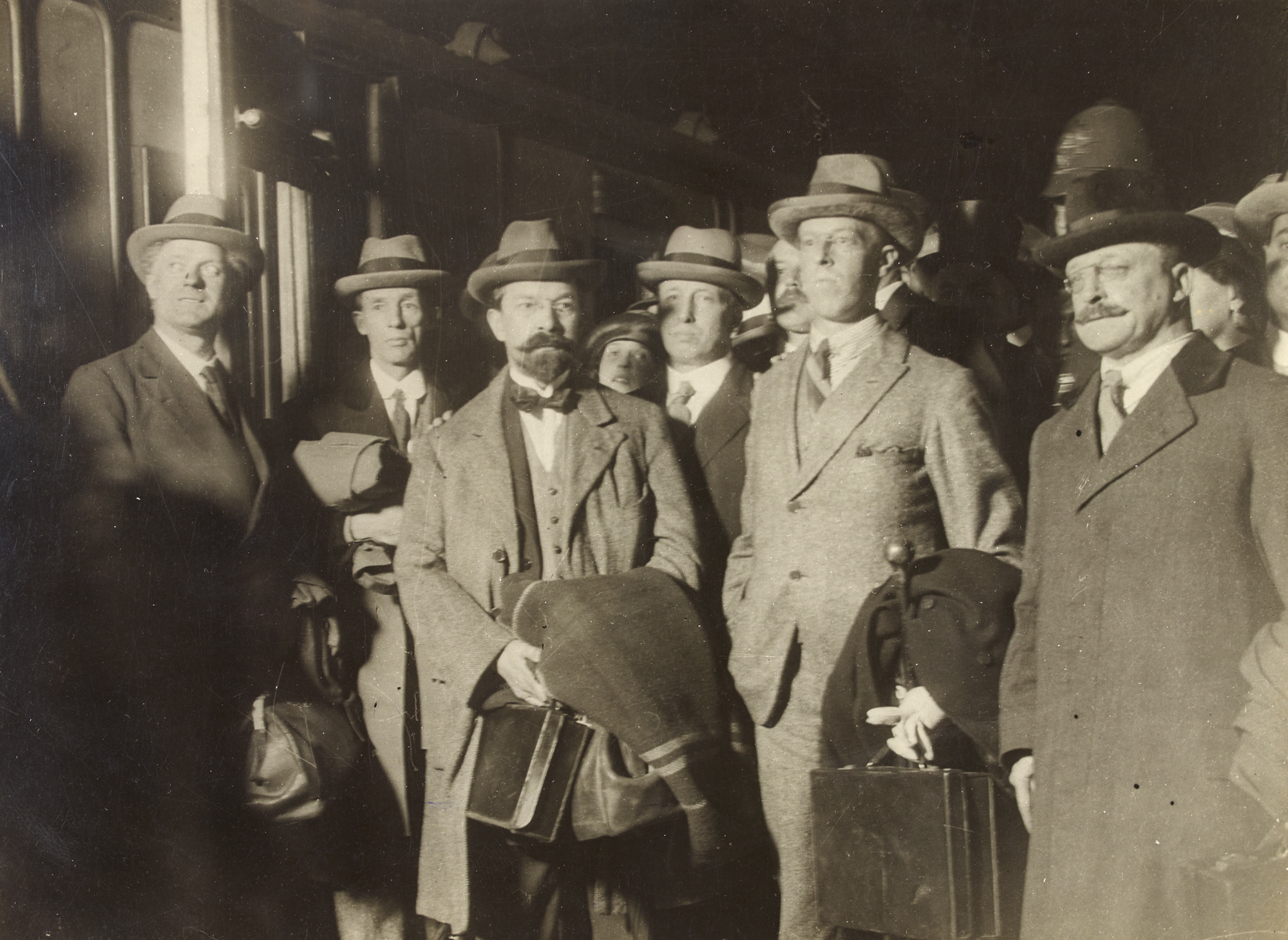
I membri del comitato di negoziazione irlandese tornano in Irlanda nel dicembre 1921

Secondo i termini del trattato, esso richiedeva l'approvazione di:
1. il Parlamento del Regno Unito e
2. una "seduta convocata allo scopo [di approvare il Trattato] dei membri eletti nella Camera dei Comuni dell'Irlanda del Sud". Ciò si riferiva alle persone elette alle elezioni irlandesi del 1921 indette ai sensi del Government of Ireland Act. Questo "parlamento" in realtà non era mai entrato in funzione;[18] dei 128 membri eletti, i 124 candidati del Sinn Féin si rifiutarono di sedere alla Camera, formando invece (insieme ad alcuni dei rappresentanti del Nord) un'assemblea parlamentare alternativa, il Secondo Dáil, che affermò di rappresentare tutta l'Irlanda.

La Camera dei Comuni britannica approvò il trattato il 16 dicembre 1921 con un voto di 401 a 58. Lo stesso giorno la Camera dei Lord votò a favore con 166 voti favorevoli e 47 contrari.
Il Dáil approvò il nuovo trattato dopo nove giorni di dibattito pubblico il 7 gennaio 1922, con un voto di 64 contro 57, ma non era l'assemblea specificata nel trattato. Pertanto, la sua approvazione del trattato non era sufficiente per soddisfare i requisiti del trattato. Venne quindi convocata la "seduta" prevista dal trattato. Essa approvò formalmente il trattato il 14 gennaio 1922. La "seduta" stessa aveva uno status alquanto ambiguo, non essendo convocata o condotta secondo le procedure stabilite per la Camera dei Comuni, né essendo stata dichiarata una sessione del Dáil Éireann. I membri contrari al trattato del Dáil ne rimasero alla larga, il che significa che solo i membri favorevoli al trattato ed i quattro unionisti eletti (che non si erano mai seduti nel Dáil Éireann) parteciparono alla seduta. Quelli riuniti approvarono in modo schiacciante il trattato, candidarono Michael Collins per la nomina a presidente del governo provvisorio e si dispersero immediatamente senza che si svolgessero affari parlamentari. Ciò fu il funzionamento più vicino a cui la Camera dei Comuni dell'Irlanda del Sud sia mai arrivata; nessun altro incontro si è mai svolto, ma il voto del 14 gennaio, nel rigoroso rispetto del testo del trattato, consentì alle autorità britanniche di sostenere che le sottigliezze legali erano state rispettate.
In termini di ratifica del trattato, il trattato richiedeva che venisse emanata la "legislazione necessaria" per ratificarlo. La legislazione richiesta venne emanata esclusivamente dal Parlamento del Regno Unito. La legislazione emanata a tal fine fu l'Irish Free State (Agreement) Act, che divenne legge il 31 marzo 1922.
L'11 luglio 1924, il trattato venne registrato dallo Stato Libero d'Irlanda presso la Società delle Nazioni.

### I dibattiti del Dáil
I dibattiti del Dáil durarono molto più a lungo e misero in luce la diversità di opinioni in Irlanda. Aprendo il dibattito il 14 dicembre, il presidente de Valera dichiarò la sua opinione sulla procedura:
Tuttavia, quando il trattato venne ratificato dal Dáil il 7 gennaio, rifiutò di accettare il voto come definitivo, affermando il 10 gennaio che:
Dal 14 al 17 dicembre e la mattina del 6 gennaio si svolsero sessioni segrete, per tenere la discordia fuori dalla stampa e dall'arena pubblica. Durante la prima sessione, de Valera produsse anche la sua ideale riformulazione, che per molti aspetti non era radicalmente diversa dall'accordo firmato, ma che probabilmente non era accettabile per la parte britannica poiché i punti divergenti erano già stati esplorati.
Il 15 dicembre, Robert Barton è stato interrogato da Kevin O'Higgins sui suoi appunti sulla dichiarazione di Lloyd George sulla firma dell'accordo o sull'affrontare una ripresa della guerra: "Il signor Lloyd George ha individuato il signor Barton come l'ala sinistra del delegazione e ha detto: 'L'uomo che è contro la pace può sopportare ora e per sempre la responsabilità di una guerra terribile e immediata?'" Barton ha risposto: "Quello che ha detto è che la firma e la raccomandazione di ogni membro della delegazione è necessaria, o la guerra sarebbe seguita immediatamente e che la responsabilità di quella guerra deve ricadere direttamente su coloro che si sono rifiutati di firmare il Trattato". Ciò venne colto dagli oppositori del trattato come una comoda prova che i delegati irlandesi erano stati sottoposti a coercizione all'ultimo minuto, e "guerra terribile e immediata" divenne uno slogan nei dibattiti che seguirono. Il giorno dopo, de Valera riprende questo punto: "quindi quello che è successo è che laggiù è stata fatta una minaccia di forza immediata sul nostro popolo. Credo che quel documento sia stato firmato sotto costrizione e, anche se ho la sensazione morale che qualsiasi accordo stipulato dovrebbe essere eseguito fedelmente, non esito a dire che non lo considererei vincolante per la nazione irlandese".
La cruciale sessione privata del Dáil del 6 gennaio venne informata che non si poteva parlare di una conferenza privata di nove TD che aveva raggiunto un accordo di compromesso su quasi tutti i punti la sera prima. La maggior parte dei TD voleva almeno che gli fosse detto su quali questioni non erano ancora state concordate, e da questo momento in poi i membri filo-trattato insistettero affinché tutte le sessioni si tenessero pubbliche.
Le sessioni pubbliche durarono nove giorni, dal 19 dicembre al 7 gennaio. Il 19 dicembre Arthur Griffith avanzò "che il Dáil Éireann approvi il Trattato tra Gran Bretagna e Irlanda, firmato a Londra il 6 dicembre 1921".
Entro il 6 gennaio, il giorno prima del voto finale, de Valera riconobbe la profonda divisione all'interno del suo governo: "Quando questi articoli dell'accordo sono stati firmati, l'organo in cui è investita l'autorità esecutiva di questa assemblea e dello Stato è diventato come completamente diviso come era possibile che diventasse. Irrevocabilmente, non su personalità o qualcosa del genere o materia, ma su fondamenti assoluti".
Il Secondo Dáil ratificò il trattato il 7 gennaio 1922 con un voto di 64 contro 57. De Valera si dimise da presidente il 9 gennaio e fu sostituito da Arthur Griffith, con un voto di 60 contro 58. Il 10 gennaio, de Valera pubblicò la sua seconda stesura, generalmente nota come Documento n. 2.
Griffith, in qualità di presidente del Dáil, lavorò con Michael Collins, che presiedette il nuovo governo provvisorio dello Stato Libero d'Irlanda, teoricamente responsabile nei confronti della Camera dei comuni dell'Irlanda del sud, come stabilito dal trattato. Il 25 ottobre 1922, venne promulgata una nuova costituzione irlandese dal Terzo Dáil, riunitosi come assemblea costituente; il parlamento britannico confermò la promulgazione il 5 dicembre 1922. Questa promulgazione parallela fornì la base giuridica per lo Stato Libero d'Irlanda.

## Conclusione

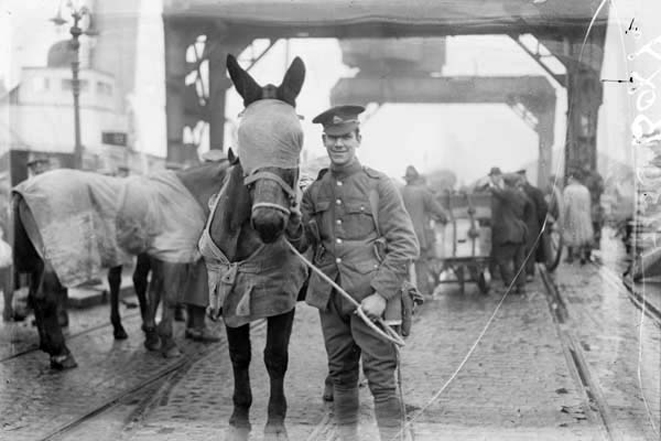
Soldati a cavallo britannici lasciano l'Irlanda, 1922

La divisione sul trattato portò alla guerra civile irlandese (1922–23). Nel 1922, i suoi due principali firmatari irlandesi, Arthur Griffith e Michael Collins, morirono entrambi. Birkenhead avrebbe detto firmando il trattato: "Signor Collins, firmando questo trattato firmo la mia condanna a morte politica", a cui si dice che Collins abbia risposto, "Lord Birkenhead, firmo la mia vera condanna a morte". Collins venne ucciso da repubblicani anti-trattato in un'imboscata a Béal na Bláth nell'agosto 1922, dieci giorni dopo la morte di Griffith per insufficienza cardiaca attribuita all'esaurimento. Entrambi gli uomini vennero sostituiti nei loro incarichi da W. T. Cosgrave. Due degli altri membri della delegazione, Robert Barton ed Erskine Childers, si schierarono contro il trattato durante la guerra civile. Childers, capo della propaganda anti-trattato nel conflitto, venne giustiziato dallo Stato Libero per possesso di una pistola nel novembre 1922.
Le disposizioni del trattato relative al monarca, al governatore generale e alla superiorità giuridica del trattato vennero tutte cancellate dalla Costituzione dello Stato Libero d'Irlanda nel 1932, in seguito alla promulgazione dello Statuto di Westminster da parte del Parlamento britannico. Con questo statuto, il parlamento britannico aveva volontariamente rinunciato alla sua capacità di legiferare per conto dei dominion senza il loro consenso. Pertanto, il governo dello Stato Libero d'Irlanda era libero di modificare qualsiasi legge precedentemente approvata dal parlamento britannico per suo conto.
Quasi 10 anni prima, Michael Collins aveva sostenuto che il trattato avrebbe dato "la libertà di raggiungere la libertà". Lo stesso De Valera riconobbe l'accuratezza di questa affermazione sia nelle sue azioni negli anni '30, ma anche nelle parole che usò per descrivere i suoi oppositori e la loro conquista dell'indipendenza durante gli anni '20. "Erano magnifici", disse a suo figlio nel 1932, subito dopo essere entrato al governo e aver letto i file lasciati dal Consiglio esecutivo del Cumann na nGaedheal di Cosgrave.
Sebbene il governo britannico dell'epoca avesse, dal 1914, desiderato l'autogoverno per l'intera Irlanda, il parlamento britannico riteneva di non poter concedere la completa indipendenza a tutta l'Irlanda nel 1921 senza provocare un'enorme violenza settaria tra gli unionisti irlandesi prevalentemente protestanti e i nazionalisti irlandesi prevalentemente cattolici. All'epoca, sebbene esistessero unionisti in tutto il paese, erano concentrati nel nord-est e il loro parlamento si riunì per la prima volta il 7 giugno 1921. Una loro rivolta contro il governo interno sarebbe stata un'insurrezione contro la "madre contea" così come una guerra civile in Irlanda. (Vedi Ulster Volunteers.) Lo status di dominion per 26 contee, con partizione per le sei contee che gli unionisti sentivano di poter comodamente controllare, sembrava il miglior compromesso possibile all'epoca.
In effetti, ciò che l'Irlanda ricevette come status di dominion, al pari di quello di cui godono Canada, Nuova Zelanda e Australia, era molto di più dell'Home Rule Act, e certamente un notevole progresso rispetto all'home rule una volta offerta a Charles Stewart Parnell nel XIX secolo, anche se a costo dell'esclusione dell'Irlanda del Nord. Anche le proposte di de Valera fatte in segreto durante i dibattiti sul trattato differivano molto poco nelle questioni essenziali dal testo accettato, ed erano molto al di sotto della repubblica autonoma di 32 contee che affermava pubblicamente di perseguire.
La soluzione concordata era stata per anni anche nella mente di Lloyd George. Alla fine del 1919 incontrò Tim Healy, un anziano avvocato ed ex deputato nazionalista, per considerare le sue opzioni. Healy scrisse a suo fratello l'11 dicembre 1919: "Lloyd George disse che, se avesse potuto ottenere sostegno per un piano in base al quale le sei contee sarebbero state lasciate così come sono, sarebbe stato pronto a dare al resto del paese il Dominion Home Rule, libero dalla tassazione imperiale e con il controllo delle dogane e delle accise". Healy riteneva che l'idea fosse naufragata sull'insistenza di de Valera per avere una repubblica tutta irlandese, mesi prima che la guerra d'indipendenza diventasse seriamente violenta a metà del 1920.
Lloyd George aveva sostenuto l'Home Rule Bill e il lento processo dell'Home Rule Act, e aveva collaborato con i membri della Convenzione irlandese nel 1917-18. Nel 1921 il suo governo di coalizione dipendeva da un'ampia maggioranza conservatrice, e crollò durante la crisi di Çanakkale nell'ottobre 1922.